# Raimundas Mockeliūnas
Raimundas Mockeliūnas (* 3. August 1960 in Kaišiadorys) ist ein litauischer Tierarzt sowie ehemaliger Politiker und Vizeminister.

## Leben
Nach dem Abitur an der Mittelschule absolvierte er 1983 das Diplomstudium der Veterinärmedizin an der Lietuvos veterinarijos akademija (LVA) und 1989 promovierte zum Kandidaten der Wissenschaften. 1988 bildete er sich weiter in Estland, 1990 in Russland und 1995 in Schweden.
Von 1983 bis 2003 arbeitete er im Forschungsinstitut Lietuvos veterinarijos institutas, von 1990 bis 1992 leitete eine Abteilung und von 1993 bis 2003 das Institut als Direktor. Von 2003 bis 2004 und ab 2006 war er Prorektor der LVA. Von 2005 bis 2006 war er stellvertretender Bildungsminister Litauens.